# Kugelige Heideschnecke
Die Kugelige Heideschnecke (Helicella bolenensis) ist eine Schneckenart aus der Familie der Geomitridae, die zur Ordnung der Landlungenschnecken (Stylommatophora) gerechnet wird.

## Merkmale
Das kugelförmige, leicht gedrückte Gehäuse ist 6,5 bis 11,5 mm hoch und 8 bis 14 mm breit. Es hat 5½ bis 6 gewölbte Umgänge mit einer tiefen Naht; die Außenlinie ist gerade. Der offene Nabel ist eng und nimmt etwa ein Sechstel der Gehäusebreite ein. Im Spindelbereich ist er etwas vom dort umgeschlagenen Mündungsrand verdeckt. Die letzte Windung senkt sich nicht zur Mündung hin ab. Die Mündung ist rundlich-elliptisch. Der Mündungsrand ist scharf und nur an der Basis zur Spindel hin etwas umgeschlagen. Innen ist eine kräftige weiße Lippe ausgebildet.
Das Gehäuse ist weißlich oder gelblich mit fester Schale. Die Oberfläche weist nur regelmäßige, deutliche Anwachsstreifen auf. Die Zeichnung besteht aus schwachen, oft unterbrochenen, rötlichen Bändern an oder geringfügig unter der Peripherie. Die Gehäuse können auch ohne Zeichnung sein.

### Ähnliche Arten
Die Mittelmeer-Heideschnecke (Cernuella virgata) und die Gefleckte Heideschnecke (Candidula intersecta) sind gröber und unregelmäßiger gestreift und an der Peripherie geschultert oder gekantet. Letztere Gehäuse haben auch eine etwas schwächer ausgebildete Naht.

## Geographische Verbreitung und Lebensraum
Das Verbreitungsgebiet der Art ist sehr zerstreut und erstreckt sich von Katalonien bis nach Südfrankreich (Dépts. Gers, Aude, Bouches-du-Rhône und Ardèche). Die Kugelige Heideschnecke wurde auch nach Deutschland eingeschleppt. Derzeit existieren noch die Kolonien in Mecklenburg-Vorpommern und bei Ochsenfurt (Lkr. Würzburg, Bayern). Die von Dietrich von der Horst beschriebene Kolonie bei Ludwigshafen am Rhein ist inzwischen wieder erloschen (Welter Schultes).
Die Art bevorzugt exponierte, sandige und steinige, Trockenrasen. In trockenen Phasen klettert sie gerne an Gräsern und krautigen Pflanzen empor und hält eine Trockenruhe.

## Taxonomie
Das Taxon wurde 1882 von Arnould Locard als Helix bolenensis erstmals beschrieben. Es wird heute einheitlich zur Gattung Helicella gestellt.

## Gefährdung
Die Kugelige Heideschnecke ist in Deutschland nach der Roten Liste vom Aussterben bedroht. In Rheinland-Pfalz ist die Art schon wieder ausgestorben. Die IUCN stuft sie als Data deficient ein.

## Belege

### Online
- AnimalBase